# Інвуд (Флорида)
Інвуд (англ. Inwood) — переписна місцевість (CDP) в США, в окрузі Полк штату Флорида. Населення — 7031 особа (2020).

## Географія
Інвуд розташований за координатами 28°2′19″ пн. ш. 81°46′2″ зх. д. / 28.03861° пн. ш. 81.76722° зх. д. (28.038474, -81.767361).  За даними Бюро перепису населення США в 2010 році переписна місцевість мала площу 5,16 км², з яких 4,94 км² — суходіл та 0,22 км² — водойми.

## Демографія
Згідно з переписом 2010 року, у переписній місцевості мешкали 6403 особи в 2361 домогосподарстві у складі 1552 родин. Густота населення становила 1241 особа/км².  Було 2833 помешкання (549/км²).
Расовий склад населення:
| - 59,9 % — білих - 29,3 % — чорних або афроамериканців - 0,7 % — корінних американців - 0,6 % — азіатів - 0,1 % — вихідців з тихоокеанських островів - 6,1 % — осіб інших рас |

До двох чи більше рас належало 3,3 %. Частка іспаномовних становила 15,2 % від усіх жителів.
За віковим діапазоном населення розподілялося таким чином: 27,2 % — особи молодші 18 років, 59,9 % — особи у віці 18—64 років, 12,9 % — особи у віці 65 років та старші. Медіана віку мешканця становила 36,1 року. На 100 осіб жіночої статі у переписній місцевості припадало 95,8 чоловіків;  на 100 жінок у віці від 18 років та старших — 91,9 чоловіків також старших 18 років.
Середній дохід на одне домашнє господарство  становив 39 552 долари США (медіана — 27 478), а середній дохід на одну сім'ю — 38 484 долари (медіана — 30 860). Медіана доходів становила 34 821 долар для чоловіків та 26 466 доларів для жінок. За межею бідності перебувало 35,0 % осіб, у тому числі 47,8 % дітей у віці до 18 років та 16,7 % осіб у віці 65 років та старших.
Цивільне працевлаштоване населення становило 2231 особа. Основні галузі зайнятості: мистецтво, розваги та відпочинок — 18,6 %, освіта, охорона здоров'я та соціальна допомога — 16,1 %, науковці, спеціалісти, менеджери — 14,4 %, роздрібна торгівля — 13,8 %.